# Leandro Sosa Toranza
Leandro Sosa Toranza (Punta del Este, 24 de junio de 1994), más conocido como Leandro Sosa, es un futbolista uruguayo nacionalizado peruano. Juega como mediocentro ofensivo y su equipo actual es el Sporting Cristal de la Liga 1.

## Trayectoria
Comenzó la temporada 2012-13 con su equipo en Segunda División. Debutó como profesional el 13 de octubre de 2012, cuando su equipo se enfrentó a Boston River, jugó como titular y empataron 0 a 0. Finalmente clasificaron al desempate por el tercer ascenso pero quedaron eliminados por el Club Atlético Torque.
Para la temporada 2013-14, convirtió su primer gol, fue el 12 de octubre de 2013 en el Estadio Obdulio Varela, jugó contra Canadian y empataron 1 a 1. Atenas logró el subcampeonato de la temporada y ascendió a la máxima categoría del fútbol uruguayo. Leandro disputó 26 partidos y anotó 5 goles.
Debutó en Primera División el 16 de agosto de 2014 en el partido ante River Plate, ingresó al minuto 69 y perdieron 3 a 1. Leandro realizó un gran campeonato, con 6 goles y 9 asistencias en 29 partidos, pero descendieron de categoría en la última fecha.
Realizó la primera parte de la temporada 2015-16 con Atenas, donde jugó 6 partidos, de los cuales perdieron 5 y ganaron el último.
El 29 de diciembre de 2015, Leandro fue anunciado como fichaje del O'Higgins, como último refuerzo para jugar el Torneo Clausura 2016 en Chile.
Debutó con su nuevo equipo, el 31 de enero de 2016, ingresó al minuto 56 para enfrentar a Deportes Iquique, finalmente empataron sin goles.
Su segunda experiencia en el extranjero lo dio en Atlético Venezuela, donde jugó 14 partidos y logró anotar un gol. Luego fichó por toda una temporada por el Club Deportivo Olimpia, uno de los equipos más populares de Honduras. Se le asignó el dorsal número 10. Realizó partidos aceptables, logrando destacar, sin embargo, tras la llegada del nuevo técnico Pedro Troglio se decidió dar por finalizado el contrato a mediados del 2019.
Jugó un semestre en el Club Atlético Progreso, logrando clasificar a la Copa Libertadores 2020.
El 3 de enero se confirmó como nuevo refuerzo de Ayacucho FC de la Liga 1 Perú. En su debut oficial en el torneo peruano, logró anotar el tanto del descuento ante la Universidad San Martin, partido que terminó 3 a 1. En la fecha 04 le anotó un golazo de palomita a Alianza Lima en un partido que terminó 2-0 a favor de los zorros. Luego de una gran temporada con Ayacucho, donde logró anotar 6 goles renovaría por toda la temporada 2021. Logró anotarle a Gremio de Porto Alegre por Copa Libertadores.
El 6 de diciembre se confirmó como nuevo refuerzo del Sporting Cristal, con miras a la Copa Libertadores y a la Liga1 de Perú.

## Selección nacional
Leandro fue parte del proceso de la selección sub-17 de Uruguay en el año 2010, pero no fue convocado para jugar el mundial de la categoría.
El 21 de mayo de 2015 fue incluido en la lista preliminar de 30 jugadores para defender a la selección de Uruguay en los Juegos Panamericanos de Toronto. Finalmente fue descartado en la lista definitiva y Uruguay se coronó campeón en los Panamericanos, obteniendo la medalla de oro.

## Estadísticas

### Clubes
Actualizado al 28 de abril de 2023.
| Atenas de San Carlos · Uruguay |               |               |     |    |    |   |    |    |     |    |
| 2.ª | 2012-13       | 22            | 0   | 0  | 0  | 0 | 0  | 22 | 0   |    |
| 2.ª | 2013-14       | 26            | 5   | 0  | 0  | 0 | 0  | 26 | 5   |    |
| 1.ª | 2014-15       | 29            | 6   | 0  | 0  | 0 | 0  | 29 | 6   |    |
| 2.ª | 2015-16       | 6             | 0   | 0  | 0  | 0 | 0  | 6  | 0   |    |
| C. D. O'Higgins · Chile | 1.ª           | 2015-16       | 7   | 1  | 0  | 0 | 2  | 0  | 9   | 1  |
| C. D. O'Higgins · Chile | 1.ª           | 2016-17       | 10  | 1  | 3  | 0 | 0  | 0  | 13  | 1  |
| C. D. O'Higgins · Chile | Total club    | Total club    | 17  | 2  | 3  | 0 | 2  | 0  | 22  | 2  |
| Racing · Uruguay | 1.ª           | 2017          | 35  | 4  | 0  | 0 | 0  | 0  | 35  | 4  |
| Racing · Uruguay | Total club    | Total club    | 35  | 4  | 0  | 0 | 0  | 0  | 35  | 4  |
| Atenas de San Carlos · Uruguay | 1.ª           | 2018          | 18  | 2  | 0  | 0 | 0  | 0  | 18  | 2  |
| Atenas de San Carlos · Uruguay | Total club    | Total club    | 101 | 13 | 0  | 0 | 0  | 0  | 101 | 13 |
| Atlético Venezuela · Venezuela | 1.ª           | 2018          | 14  | 2  | 4  | 2 | 0  | 0  | 18  | 4  |
| Atlético Venezuela · Venezuela | Total club    | Total club    | 14  | 2  | 4  | 2 | 0  | 0  | 18  | 4  |
| Olimpia Honduras | 1.ª           | 2018-19       | 14  | 1  | 0  | 0 | 0  | 0  | 14  | 1  |
| Olimpia Honduras | Total club    | Total club    | 14  | 1  | 0  | 0 | 0  | 0  | 14  | 1  |
| Progreso · Uruguay | 1.ª           | 2019          | 14  | 1  | 0  | 0 | 0  | 0  | 14  | 1  |
| Progreso · Uruguay | Total club    | Total club    | 14  | 1  | 0  | 0 | 0  | 0  | 14  | 1  |
| Ayacucho F. C. · Perú | 1.ª           | 2020          | 29  | 6  | 0  | 0 | 0  | 0  | 29  | 6  |
| Ayacucho F. C. · Perú | 1.ª           | 2021          | 23  | 3  | 3  | 0 | 2  | 1  | 28  | 4  |
| Ayacucho F. C. · Perú | Total club    | Total club    | 52  | 9  | 3  | 0 | 2  | 1  | 57  | 10 |
| Sporting Cristal · Perú | 1.ª           | 2022          | 38  | 5  | 0  | 0 | 6  | 0  | 44  | 5  |
| Sporting Cristal · Perú | 1.ª           | 2023          | 23  | 5  | 0  | 0 | 10 | 0  | 33  | 5  |
| Sporting Cristal · Perú | 1.ª           | 2024          | 21  | 2  | 0  | 0 | 2  | 0  | 21  | 2  |
| Sporting Cristal · Perú | 1.ª           | 2025          |     |    |    |   |    |    |     |    |
| Sporting Cristal · Perú | Total club    | Total club    | 82  | 12 | 0  | 0 | 18 | 0  | 98  | 12 |
| Total carrera | Total carrera | Total carrera | 308 | 42 | 10 | 2 | 24 | 1  | 359 | 47 |
| (1)Incluidos los datos del playoff por el 3º ascenso de Segunda División (2013-14) (2)Incluidos los datos de Copa Chile (2016) (3)Incluidos los datos de Copa Sudamericana (2016) |               |               |     |    |    |   |    |    |     |    |

## Palmarés

### Torneos nacionales
| Título          | Club           | País | Año  |
| --------------- | -------------- | ---- | ---- |
| Torneo Clausura | Ayacucho F. C. | Perú | 2020 |

### Distinciones individuales
| Distinción                                                                    | Año  |
| ----------------------------------------------------------------------------- | ---- |
| Mejor jugador de la etapa del Campeonato Uruguayo de Fútbol 2014-15 - Fecha 9 | 2015 |
| Once ideal de la Copa Bicentenario según Dechalaca.com                        | 2021 |

### Otras distinciones
- Campeonato Uruguayo de Segunda División: 2013-14
- Copa del Ascenso: 2013-14